# Пескатора-Порталупа (Павија)
Пескатора-Порталупа је насеље у Италији у округу Павија, региону Ломбардија.
Према процени из 2011. у насељу је живело 27 становника. Насеље се налази на надморској висини од 107 м.